# 莫斯科國立大學主樓
莫斯科國立大學主樓（俄语：Гла́вное зда́ние МГУ）是莫斯科國立大學的主要建筑。這座大樓高239（784英尺），有36層，設計者是列夫·魯德涅夫。莫斯科國立大學主樓是莫斯科七座斯大林式摩天大楼建筑中最高的建筑，修建於1947年至1953年。1990年之前，莫斯科國立大學主樓是歐洲最高的建築。現在該建築仍然是世界最高的教育機構建築。莫斯科國立大學主樓鐘塔上的鐘直徑達8.74公尺，同樣是歐洲最大。

## 特徵

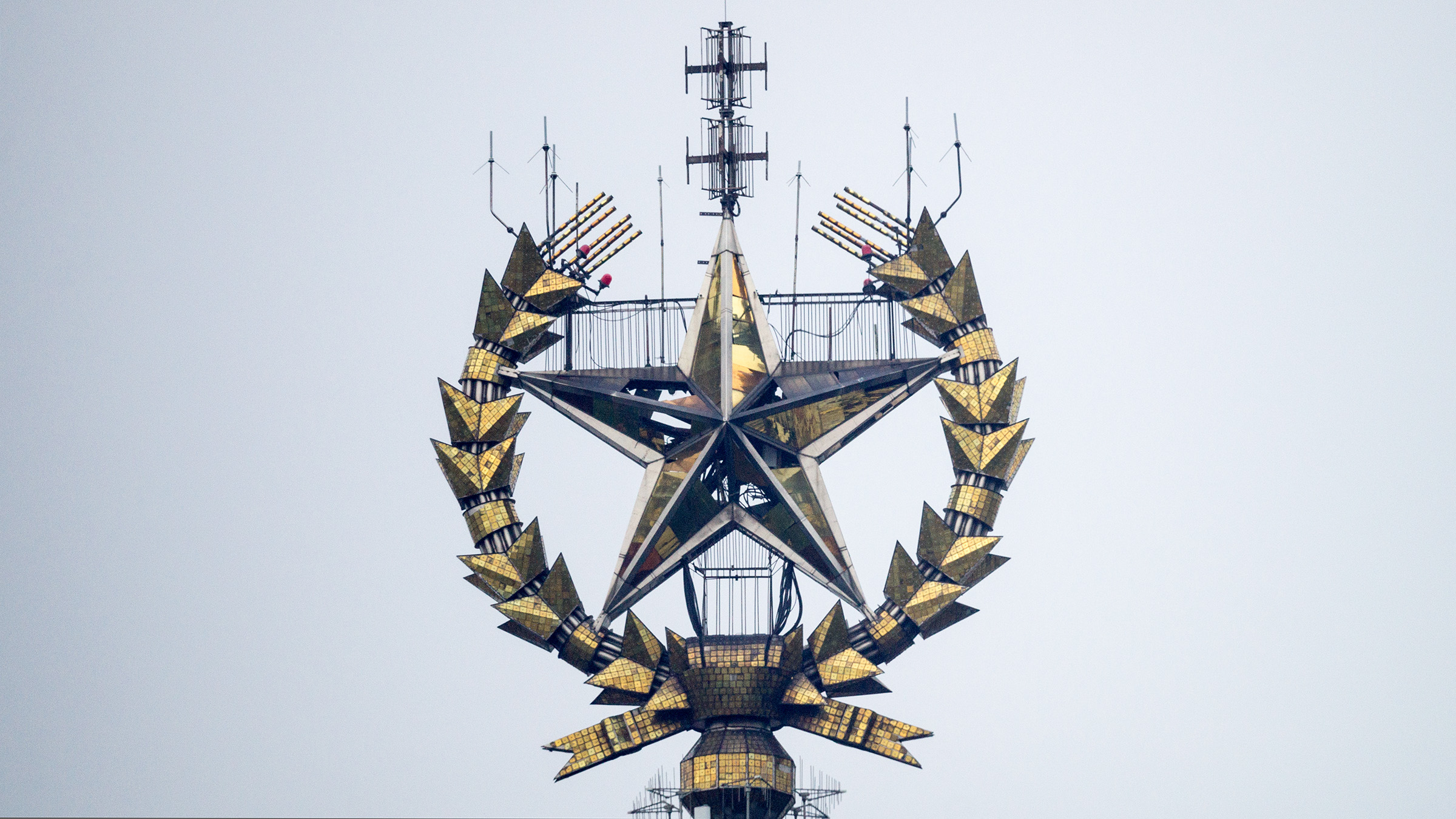
大廈頂部的星星

莫斯科國立大學主樓的中央部分有36層，高240（790英尺）。大樓屋頂（高182（597英尺））上有高58公尺的尖頂，上方設有一枚重達12噸的五角星。兩個側塔低於中央的高塔。兩座18層和9層的側翼與建築的中央部分圍出了cour d'honneur庭園。
這座建築裝飾多座雕塑。其中之一由薇拉·伊格納季耶娃·穆欣娜設計，以學生為主題。另一座雕塑由尼古萊·托姆斯基設計，以莫斯科大學的創辦人米哈伊爾·瓦西里耶維奇·羅蒙諾索夫為主題。大學的佔地面積約1.6平方公里。2000年，建築進行了部分翻新。莫斯科國立大學主樓並不對公眾開放。大學以外的參觀者必須獲得大學的事先許可，且需要提交其護照才能入內。

## 歷史

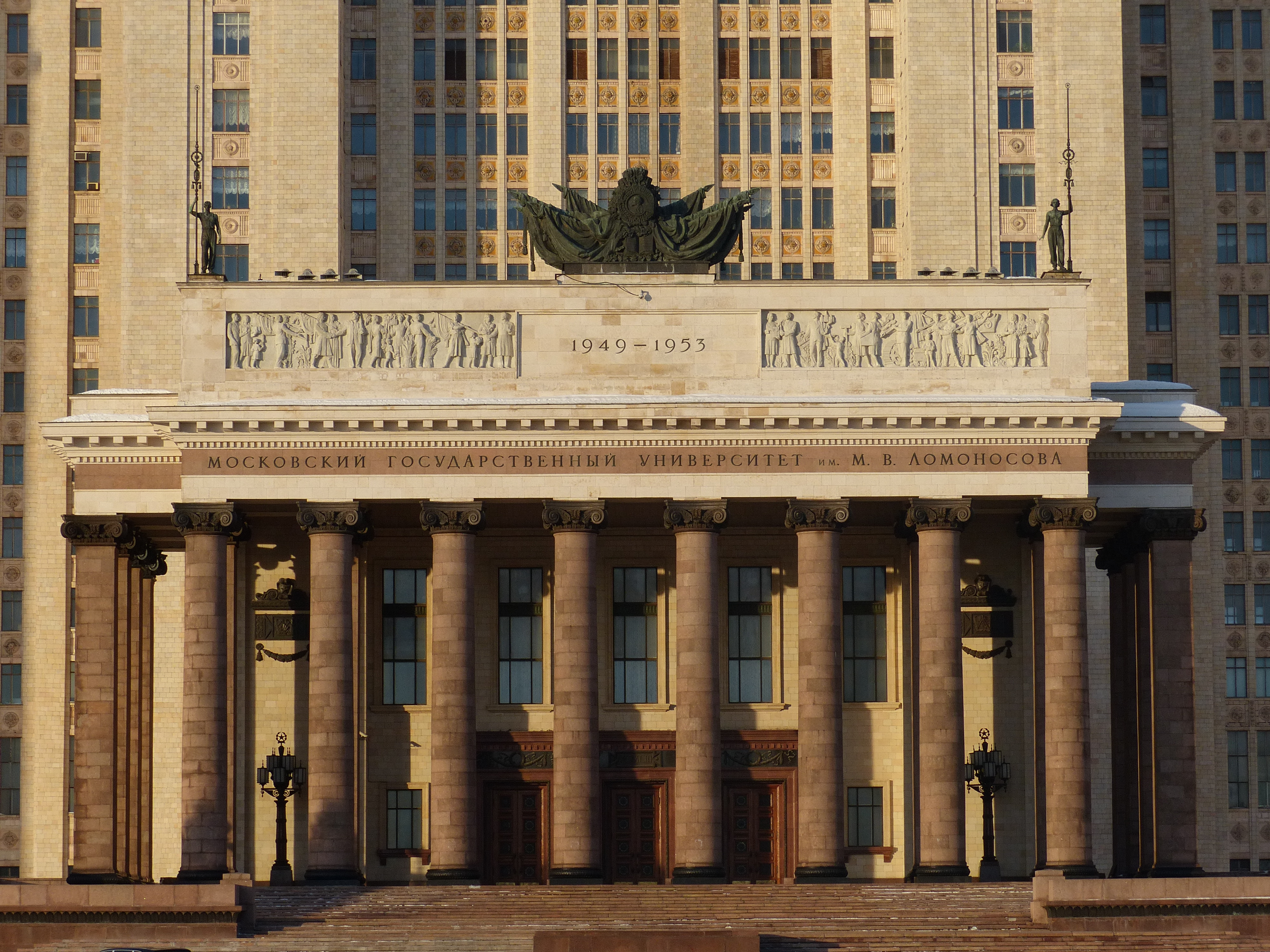
主要入口

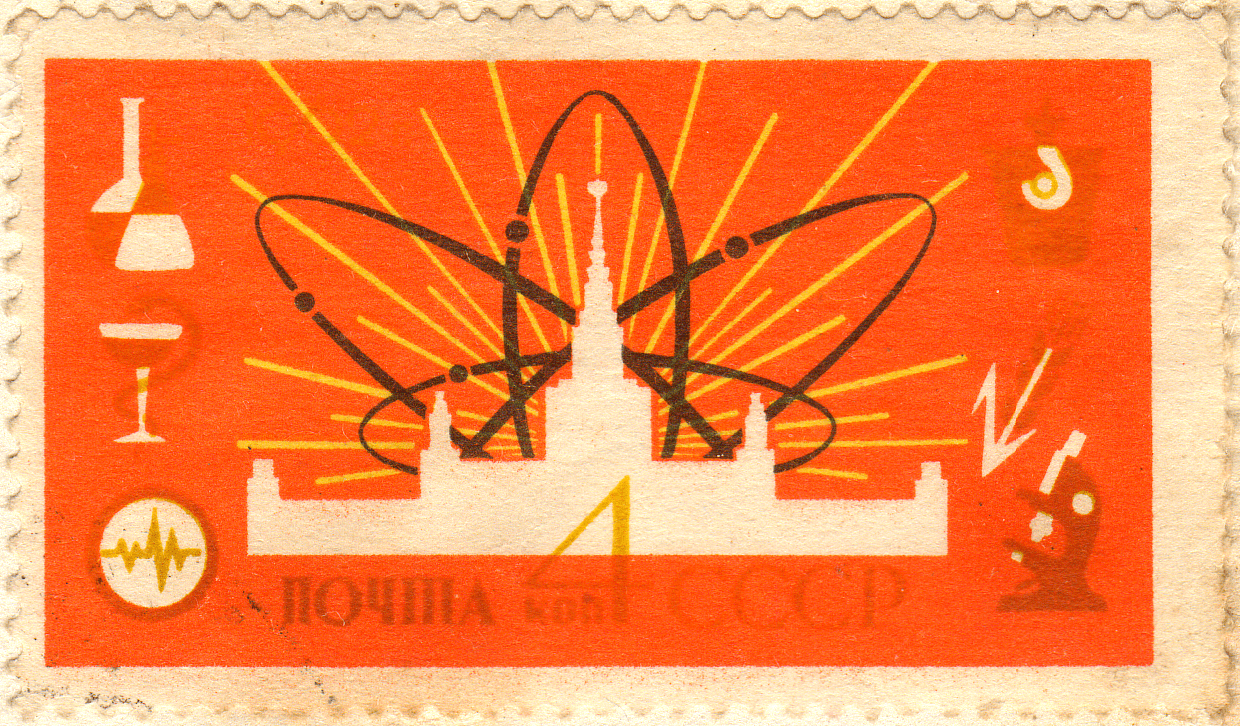
1960年發行的一枚以莫斯科國立大學主樓為主題的蘇聯郵票

1947年，建築家鮑里斯·伊凡參與了莫斯科國立大學主樓的設計方案競賽。但最後由列夫·鲁德涅夫勝出。這是由於伊凡在他的設計稿中有個失誤，將莫斯科國立大學主樓建在麻雀山的邊緣上。而這一地區被認為有潛在的滑坡風險。鲁德涅夫之前已參與過一些重要建築的設計，包括伏龍芝軍事學院（修建於1932年至1937年），以及元帥公寓。他將大樓設計在距山坡800公尺處。
莫斯科國立大學主樓工程使用了超過4萬噸鋼材修建其框架，並且也使用了13萬立方米的混凝土。1953年9月1日，莫斯科國立大學主樓正式竣工。這座建築240公尺的高度令其成為當時世界第7高建築，也是歐洲最高的建築。直到1990年，德國法蘭克福的會展之塔才取代其歐洲第一高樓的位置。
莫斯科國立大學主樓可能是鲁德涅夫最為著名的建築。他在1949年獲得史達林獎。其它社會主義國家亦有類似的史達林式建築，如波蘭華沙的科學文化宮。1980年奧運會標誌亦體現了這種建築風格。